# Abramowice Kościelne
Abramowice Kościelne – wieś w Polsce położona w województwie lubelskim, w powiecie lubelskim, w gminie Głusk. 
1 stycznia 1989 zachodnią część wsi (106,66 ha) włączono do Lublina.
Razem z wsią Abramowice Prywatne tworzy jedno sołectwo. Według Narodowego Spisu Powszechnego z roku 2011 wieś liczyła 14 mieszkańców.
Miejscowość od północy sąsiaduje z Abramowicami Prywatnymi, od zachodu z Głuskiem – dzielnicą Lublina, od wschodu z Kalinówką, a od południa z Wilczopolem.
W latach 1975–1998 miejscowość administracyjnie należała do ówczesnego województwa lubelskiego.